# (1983) Bok
(1983) Bok (1975 LB) – planetoida z pasa głównego asteroid okrążająca Słońce w ciągu 4,25 lat w średniej odległości 2,62 j.a. Odkryta 9 czerwca 1975 roku. Nazwa planetoidy pochodzi od nazwiska holenderskiego astrofizyka Barta Boka.